# بولي بارسونز
بولي بارسونز (بالإنجليزية: Polly Parsons)‏ هي مقدمة تلفزيونية بريطانية، ولدت في 15 فبراير 1984 في برستل في المملكة المتحدة.